# Operación Oriente
La Operación Oriente (en alemán: Fall Orient) fue el nombre en clave que se le dio a la operación que imaginaba a la Alemania nazi uniéndose al Imperio del Japón principalmente a través de Oriente Medio. No debe confundirse con la Campaña del Norte de África, que se destacó en la Directiva del Führer n.º 32 dio gran prioridad a la captura de Tobruk y, en última instancia, a asegurar el norte de África; la Operación Oriente se centró principalmente en asegurar Oriente Medio y sus campos petrolíferos y unirse a las fuerzas japonesas después de la caída de la Unión Soviética; más aún, la proyectada conquista de la India Británica acabaría con la colonia más valiosa y próspera del Imperio británico.
Hitler dio instrucciones al Alto Mando Alemán de comenzar a planear la invasión de la India el 17 de febrero de 1941; el plan resultante fue designado oficialmente como "OKW/WEStb/L No. 44180/41 gk".
La operación debía iniciarse después de la captura del Cáucaso, la seguridad de los territorios en el norte de África y después de que finalmente se derrocara la resistencia en la Unión Soviética. Los ejércitos alemanes lanzarían ataques desde Libia a través de Egipto y desde Bulgaria a través de Turquía. Luego, esos ejércitos se unirían en meridiano 70 oeste del Oriente Medio, tras esto marcharían a través de Irán e Irak como una fuerza reunida que finalmente se reuniría en la India, donde sellarían su victoria final sobre Gran Bretaña.
El plan fue brevemente olvidado después de que la ofensiva alemana en Rusia durante la Operación Barbarroja se estancara, pero después de la entrada japonesa a la guerra los alemanes retomaron el plan y lo propusieron oficialmente a los japoneses a principios de 1942 quienes lo circularon entre sus comunicaciones diplomáticas cifradas (principalmente a través de los mensajes enviados por el embajador japonés en Alemania, Hiroshi Ōshima, quien se había entusiasmado con la idea); sin embargo, los estadounidenses habían descifrado sus códigos y se enteraron del plan, tras lo cual lo comunicaron a los británicos quienes siempre estuvieron enterados del mismo.
Por su parte, Hitler siempre se encontró ambivalente sobre la Operación Oriente dado que su enfoque principal siempre fue Rusia pero a principios de 1942 se empezó a interesar más en el plan y en julio de 1940 lanzó una operación para capturar Malta de los británicos; una pequeña parte de su motivación fue que los japoneses le solicitaron que ejecutara una distracción para causar que los británicos desviaran recursos del océano Índico hacia el Mediterráneo y permitirles capturar Sri Lanka.
Sin embargo, derrotas en Stalingrado y El Alamein a finales de 1942 y principios de 1943 pusieron fin a toda posibilidad realista de que la operación pudiera emprenderse y los alemanes cancelaron el plan.